# Nyaga
Nyaga är den andra och avslutande delen av Peter Nilsons rymdepos (påbörjad med Rymdväktaren 1995). Boken är skriven 1996.
Peter Nilson ansåg att vi var med i ett "Kosmiskt äventyr" och det präglar mycket vad han skriver om. Denna serie på två böcker tar upp frågan "kan vi bevara kunskap för alltid".

## Handling
Nyaga börjar med att man gör en datorsimulering av Gud. Programmet bygger på Anselm av Canterburys ontologiska gudsbevis. Gruppen som arbetar med detta program träffar på många konstiga saker. Samtidigt som datorsimuleringen pågår sker flera olika katastrofer på jorden. En person som kallar sig Bertel Thorvaldsen dyker upp och varnar dem. Senare får gruppen veta att han är en planerare av kosmisk historia. Solsystemet förflyttas till en annan plats i universum med hjälp ett maskhål och efter ett tag börjar människorna att förändras. Rymdväktaren och Nyaga tar upp frågan om huruvida man kan bevara kunskap eller om det är naturens gång att den alltid försvinner förr eller senare.

## Karaktärerna
- ''Angelica, superkvantdator som används för att söka svar i multiversum.
- ''Anselm av Canterbury (1033-1109), teolog.
- ''Diana Emerson (kallad "Ninni"), matematiker som är med och upptäcker "Tinget" (ett främmande föremål i en gruva i Uralbergen). Hon försvinner sedan på ett mystiskt sätt.
- ''Stefano Hohenlohe, ung matematiker och berättare.
- ''Peter Lorentzen, matematiker kallad "Danny" som är med och upptäcker "Tinget".
- ''Max Tauber, matematiker, organist och elektronikexpert.
- ''Bertel Thorvaldsen, främling på besök i 2010-talet, kommer troligen inte från vårt universum.